# Philippe Thomas (géologue)
Pour les articles homonymes, voir Philippe Thomas et Thomas.
Philippe Thomas, de son nom complet Philippe Étienne Thomas, né le 4 mai 1843 à Duerne dans le Rhône et mort le 12 février 1910 à Moulins dans l'Allier, est un géologue amateur français.
Vétérinaire militaire, il effectue des missions en Algérie. Il y mène quelques recherches vétérinaires puis archéologiques avant de s'intéresser à la paléontologie. Il y rencontre des scientifiques qui font appel à lui pour l'exploration géologique de la Tunisie. Il s'y illustre particulièrement par la découverte des gisements de phosphates, l'une des richesses de ce pays.
L'exploitation de cette ressource ne commence qu'une dizaine d'années après la découverte de Philippe Thomas. Elle lui vaut, peu avant sa mort et par la suite, l'hommage des autorités du protectorat français et de la métropole, ainsi que la reconnaissance des scientifiques.

## Biographie
Philippe Thomas naît le 4 mai 1843 à Duerne dans le département français du Rhône. Il est le fils du brigadier de gendarmerie Claude Thomas et de Louise Dubois. À sa retraite, son père devient concierge de l'usine Martin, sise faubourg de Lyon à Tarare, commune où Philippe passe sa jeunesse jusqu'en 1859, avec l'attention bienveillante de l'industriel, Jean-Baptiste Martin, et de sa famille.
Il meurt le 12 février 1910 à Moulins dans l'Allier, d'une maladie contractée lors de ses voyages.
Il est le père d'une fille prénommée Marie-Louise.

## Carrière militaire
Le 1er octobre 1860, il entre comme élève à l'École impériale vétérinaire d'Alfort, où il reste quatre ans. Ses études terminées, il devient aide vétérinaire pendant près de huit ans, d'abord à l'École impériale de cavalerie de Saumur, puis au 1er régiment de cuirassiers à Haguenau, et enfin au 2e régiment de hussards, au 1er régiment de spahis algériens et au régiment des éclaireurs algériens à partir du 16 novembre 1870. Il y fait la campagne contre l'Allemagne du 22 novembre 1870 au 7 mars 1871. Il réintègre le 1er régiment de spahis algériens le 1er septembre 1871.
C'est dans ce dernier régiment qu'il est promu vétérinaire en second le 22 juin 1872. Il est affecté dans plusieurs garnisons et réalise plusieurs expéditions dans le Sahara. Il participe notamment à la répression de la révolte de Mokrani. Il y reste jusqu'au 26 mai 1875, puis devient directeur de la ferme-pénitencier d'Aïn El Bey. Il devient vétérinaire en premier au 10e régiment de hussards le 4 février 1879 et le reste pendant presque treize ans.
Le 1er novembre 1891, il devient directeur du 8e ressort vétérinaire à Montpellier avec le grade de vétérinaire principal de 2e classe. Le 14 novembre 1894, il rejoint le ministère de la Guerre comme membre de la section technique du comité de la cavalerie. Le 5 octobre 1895, il est promu vétérinaire principal de 1re classe et devient directeur du 1er ressort vétérinaire. Il prend se retraite le 16 mai 1901.
Pendant cette carrière, Philippe Thomas a effectué douze campagnes, dont deux en Algérie, du 12 janvier 1869 au 12 novembre 1870 et du 22 mars 1871 au 30 octobre 1880.

## Travaux scientifiques

### En Algérie
Il profite de ses missions ou de ses loisirs pour mener quelques recherches. De 1874 à 1880, pendant son séjour en Algérie, il publie treize articles consacrés à la médecine vétérinaire ou la zootechnie, dont onze dans le Journal de médecine et de pharmacie de l'Algérie. Il mène ensuite des études archéologiques sur un atelier de silex taillés à Ouargla, un tumulus paléolithique à Aïn M'lila, la nécropole de Sigus et sur les sépultures anciennes des environs d'Aïn El Bey.
Mais très rapidement, il se tourne vers la géologie, probablement influencé par la rencontre de trois personnes capitales : Georges Le Mesle, Albert Gaudry et Jules Tissot. Il étudie ainsi les bovidés fossiles, la stratigraphie et la paléontologie des formations d'eau douce. Toute particulière est sa découverte en 1873 du Suessonien (ou Éocène inférieur) près de Boghari. Il est intrigué par des moules de nucules et de petits gastéropodes. Leur analyse révèle la présence de phosphate de chaux. Mais, à l'époque, ces composés n'avaient fait l'objet d'aucune application.

### En Tunisie

#### Organisation des missions
À la suite du traité du Bardo le 12 mai 1881 et des conventions de La Marsa le 8 juin 1883, Jules Ferry, ministre de l'Instruction publique, souhaite développer une politique scientifique en Tunisie pour en prospecter les ressources naturelles. Ernest Cosson est chargé de la piloter. Alors qu'il avait rejoint la métropole en 1880, Philippe Thomas, grâce à sa notoriété et à sa connaissance du terrain, et à la proposition d'Albert Gaudry est nommé le 1er décembre 1884 par Jules Ferry, aux côtés de Georges Rolland et de Georges Le Mesle.
Il y réalise deux missions paléontologiques en 1885 et en 1886 mais ne participe pas aux explorations suivantes en raison de l'opposition de sa hiérarchie. Outre les découvertes suivantes, il collecte une centaine de plantes pour Cosson.

#### Découvertes paléontologiques
Lors de ses deux expéditions, il collecte de nombreux fossiles. Il en décrit quelques-uns dans son livre paru en 1891 et dans quelques notes faites à la Société géologique de France. Il découvre notamment au Djebel Selja un crocodile fossilisé qu'il décrit comme Crocodilus phosphaticus qu'Auguste Pomel a renommé en Dyrosaurus phosphaticus Thomas, dénomination qu'il conserve aujourd'hui.
Il confie l'étude et la publication de nombreux fossiles à des confrères : Arnould Locard pour les mollusques, Alphonse Péron pour les mollusques et les zoophytes de terrains secondaires,, Ferdinand Canu pour les Bryozoaires, Victor Gauthier pour les échinodermes, mais également Paul Fliche pour les végétaux fossiles, Charles Schlumberger pour les Foraminifères et enfin Henri Émile Sauvage et Fernand Priem pour les poissons.
L'étude des fossiles collectés est ainsi réunie dans six ouvrages et un atlas paléontologique contenant la description de plus de 300 espèces nouvelles, critiques ou peu connues.

#### Découverte des phosphates
En mai et juin 1885, Philippe Thomas explore, à la recherche de fossiles, le Sud-Ouest de la Tunisie, plus particulièrement la chaîne montagneuse allant de Gafsa à la frontière tuniso-algérienne et séparant les hauts plateaux des chotts. Il y découvre « d'importants gisements de chaux phosphatée », sur un espace d'environ 80 kilomètres de long. Mais il pressent déjà pouvoir les retrouver à l'est de Gafsa, entre le Djebel Orbata et sur tout le versant sud-est de l'Aurès. Les couches marneuses contiennent des phosphorites sous la forme de coprolithes cylindriques de toute taille, de gros nodules jaunes de plusieurs kilos et d'autres plus petits, noirs ou blancs. Les deux premiers sont les plus riches en phosphate.
Philippe Thomas conclut sa note à l'Académie des sciences en évoquant l'importance agricole et économique possible de ce gisement.
Au printemps 1886, Thomas réalise de nouvelles prospections. Tout d'abord, il étend le précédent gisement jusqu'à proximité de Gafsa. Au sud-est, au-delà du Djebel Berda, il identifie une autre couche renfermant des phosphates : l'Albien. Cet affleurement se retrouve plus au nord, près de Fériana. Enfin, il retrouve du suessonien phosphaté près de Kairouan et près de Kalaat Senan.
Dans son rapport présenté en 1891 à la Société géologique de France, il met en perspective l'exploitation de cette ressource. Les plus importants et les plus riches gisements sont situés dans le Sud-Ouest. Ils « peuvent donner lieu à une exploitation importante et très rémunératrice, à la seule condition qu'une voie ferrée les reliera à la mer [...] On peut compter sur un minimum de 10 000 000 de tonnes de ce phosphate à extraire à ciel ouvert, rien que dans le massif occidental de Gafsa ». Même s'ils sont moins riches, les gisements suessoniens du Nord devraient être également exploitables, contrairement au crétacé de l'Albien et du Santonien.

## Publications
De retour en France, il communique le fruit de ses recherches par l'intermédiaire de notes, de rapports à l'Académie des sciences et à la Société géologique de France, et de communications. Il intervient ainsi en 1886 lors du congrès de l'Association française pour l'avancement des sciences. Des études plus poussées sont éditées officiellement à l'Imprimerie nationale.
Outre ses publications académiques, il mène une veille géologique. À la suite de la découverte d'un gisement phosphatier en Algérie, il communique les sites qu'il avait identifiés. Après avoir lu le compte-rendu de découvertes stratigraphiques en Égypte, il écrit à son Institut pour éveiller ses membres sur les possibles gisements phosphatés de leurs horizons suessoniens.
Alors que, depuis une dizaine d'années il ne travaillait plus, ni sur la Tunisie, ni sur la géologie, le ministère de l'Instruction publique le prie, par l'intermédiaire de Georges Rolland, de reprendre la publication des résultats géologiques de la mission. Il publie les deux premiers tomes de son vivant, mais laisse inachevé le troisième, qui paraît grâce aux compléments de Léon Pervinquière.

### Ouvrages
- Philippe Thomas, Recherches stratigraphiques et paléontologiques sur quelques formations d'eau douce de l'Algérie, Paris, Société géologique de France, 1884, 57 p. (lire en ligne).
- Philippe Thomas, Description de quelques fossiles nouveaux ou critiques des terrains tertiaires et secondaires de la Tunisie recueillis en 1885 et 1886, Paris, Imprimerie nationale, 1893, 46 p. (lire en ligne).
- Philippe Thomas, Essai d'une description géologique de la Tunisie : d'après les travaux des membres de la mission de l'exploration scientifique de 1884 à 1891 et ceux parus depuis, vol. 1 : Première partie. Aperçu sur la géographie physique, Paris, Imprimerie nationale, 1907, 217 p. (lire en ligne).
- Philippe Thomas, Essai d'une description géologique de la Tunisie : d'après les travaux des membres de la mission de l'exploration scientifique de 1884 à 1891 et ceux parus depuis, vol. 2 : Deuxième partie. Stratigraphie des terrains paléozoïques et mésozoïques, Paris, Imprimerie nationale, 1908, 224-728 p. (lire en ligne).
- Philippe Thomas, Essai d'une description géologique de la Tunisie : d'après les travaux des membres de la mission de l'exploration scientifique de 1884 à 1891 et ceux parus depuis, vol. 3 : Troisième partie. Stratigraphie des terrains cénozoïques, Paris, Imprimerie nationale, 1913, 734-942 p. (lire en ligne).

### Articles
- Philippe Thomas, « Des causes, des symptômes et du traitement de la maladie des chèvres, connue des Arabes sous le nom de bou-frida », Gazette médicale de l'Algérie, vol. XIX,‎ 1874, p. 6-8.
- Philippe Thomas, « Découverte d'un atelier préhistorique à Hassi el M'Kaddem, près Ouargla », Bulletin de la Société des sciences d'Alger,‎ 1875.
- Philippe Thomas, « Ossements du Bubalus antiquus découverts à Djelfa, en Algérie », Journal de zoologie, vol. 4,‎ 1875, p. 72-78 (lire en ligne).
- Philippe Thomas, « La nécropole de Sigus », Bulletin de la Société algérienne de climat, vol. XIII,‎ 1877, p. 105-112.
- Philippe Thomas, « Le tumulus d'Aïn Mlila. Dépt. de Constantine », Bulletin de la Société des sciences d'Alger,‎ 1877, p. 1-10.
- Philippe Thomas, « Découverte d'une station humaine de l'âge de la pierre taillée à Aïn-el-Bey », Bulletin de la Société des sciences d'Alger,‎ 1877, p. 37-52.
- Philippe Thomas, « Recherches sur les sépultures anciennes des environs d'Aïn-el-Bey (près de Constantine, Algérie) », dans Exposition universelle, Congrès international des sciences anthropologiques tenu à Paris du 16 au 21 août 1878, Paris, Imprimerie nationale, 1878 (lire en ligne), p. 358-385.
- Philippe Thomas, « Le Rhinoceros tichorhinus de Chetma (près Biskra) et le climat du nord de l'Afrique », Bulletin de la Société des sciences physiques, naturelles et climatologiques d'Alger,‎ 1879.
- Philippe Thomas, « Note sur quelques équidés fossiles des environs de Constantine », Revue des sciences naturelles,‎ 1879, p. 17.
- Philippe Thomas, « Note sur une tortue fossile des terrains supérieurs du Mansourah (province de Constantine) », Revue des sciences naturelles, vol. 7,‎ (1878-79), p. 22-27 (lire en ligne).
- Philippe Thomas, « Recherches sur les bovidés fossiles de l'Algérie », Bulletin de la Société zoologique de France, vol. 6,‎ 26 avril 1881, p. 92-136 (lire en ligne).
- Philippe Thomas, « Recherches stratigraphiques et paléontologiques sur quelques formations d'eau douce de l'Algérie », Mémoires de la Société Géologique de France, vol. III, no 2,‎ 1884, p. 57 (lire en ligne).
- Philippe Thomas, « Sur la découverte de gisements de phosphate de chaux dans le Sud de la Tunisie », Comptes rendus hebdomadaires des séances de l'Académie des sciences, vol. 101,‎ 7 décembre 1885, p. 1184-1187 (lire en ligne).
- Philippe Thomas, « Notes additionnelles sur les vertébrés fossiles de la province de Constantine », Bulletin de la Société géologique de France, iII, t. 15,‎ 1886, p. 139-143 (lire en ligne).
- Philippe Thomas, « Sur la découverte de nouveaux gisements de phosphate de chaux en Tunisie », Comptes rendus hebdomadaires des séances de l'Académie des sciences, vol. 104,‎ 9 mai 1887, p. 1321-1324 (lire en ligne).
- Philippe Thomas, « Sur les gisements de phosphate de chaux de l'Algérie », Comptes rendus hebdomadaires des séances de l'Académie des sciences, vol. 106,‎ 30 janvier 1888, p. 379-382 (lire en ligne).
- Philippe Thomas, « Sur la géologie de la formation pliocène à troncs d'arbres silicifiés de la Tunisie », Comptes rendus hebdomadaires des séances de l'Académie des sciences, vol. 107,‎ 1888, p. 567-569 (lire en ligne).
- Philippe Thomas, « Gisements de phosphate de chaux des Hauts-Plateaux de la Tunisie », Bulletin de la Société géologique de France, vol. 48, no 19,‎ 2 mars 1891, p. 370-407 (lire en ligne).
- Philippe Thomas, « Recherche sur quelques roches ophitiques du Sud de la Tunisie », Bulletin de la Société géologique de France, vol. 48, no 19,‎ 6 avril 1891, p. 430-472 (lire en ligne)-
- Philippe Thomas, « Étage miocène et valeur stratigraphique de l'Ostrea Crassissima au Sud de l'Algérie et de la Tunisie », Bulletin de la Société géologique de France, no 20,‎ 30 juin 1892, p. 3-20 (lire en ligne).

## Importance de ses travaux

### Importance de la découverte des phosphates
À la suite de ces découvertes, l'exploitation s'organise lentement. En 1917, dix gisements sont exploités :
- quatre sur des fonds domaniaux amodiés : Métlaoui, Redeyef-Moularès, Kalaat Senan et Le Kef-Rebiha (un autre déjà amodié devait entrer sous peu en exploitation à Zebbeus) ;
- six sur des propriétés privées : Kalaa Djerda, Salsala, Bir Lafou, Gouraya, Aïn Taga et Meknassy.

A. de Keppen souligne l'importance économique pour la Tunisie de l'exploitation du phosphate : en 1912, l'exportation s'élève à 1 910 198 tonnes, représentant une valeur de 47 754 940 francs, soit 31 % de la valeur totale des produits tunisiens exportés. La plupart des États européens, mais aussi des pays d'Extrême-Orient comme le Japon, achètent les phosphates tunisiens, préférés en de nombreux endroits aux ressources venant du Pacifique ou des États-Unis pour la production de superphosphate.
En 1908, l'exploitation des phosphates génère 10 000 000 de francs de revenus à l'État en impôts et taxes.
Cette industrie sert le pays non seulement par ces revenus mais également parce que les entreprises exploitantes crée des infrastructures qui contribuent au développement du pays :
- deux ports dont un à Sfax ;
- des voies de chemin de fer :
  - la ligne Gafsa-Sfax
  - la ligne Tunis-Kalaa Djerda[38] pour les gisements de Kalaat Senan et Kef-Rebiha.

## Récompenses et hommages

### Distinctions

#### Distinctions françaises
- Officier de la Légion d'honneur (chevalier le 5 juillet 1887, officier le 1er décembre 1900) ;
- Chevalier de l'ordre des Palmes académiques (médaille d'officier d'académie le 4 juin 1887) ;
- Officier de l'ordre du Mérite agricole ;
- Médaille coloniale (1er mars 1895)[3].

#### Distinctions étrangères
- Grand-croix de l'ordre du Nichan Iftikhar[39].

#### Prix et honneurs
- Grande médaille d'or de la Société géologique de France décernée en 1904 ;
- Lauréat du prix Barotte de la Société nationale d'agriculture de France ;
- Lauréat du prix Thénard de la Société nationale d'encouragement à l'industrie.

### Hommages
La découverte des phosphates est si importante que le catalogue de l'exposition franco-britannique qui s'est tenue à Londres en 1908 établit les mérites de Philippe Thomas en ces termes : 

« La gloire d'avoir découvert non seulement presque tous les gisements de phosphate de Tunisie, mais aussi ceux d'Algérie, revient donc exclusivement à ce savant géologue. Elle lui constitue un titre impérissable à la reconnaissance du pays. »

— Comité national des expositions coloniales, 1809, p. 418

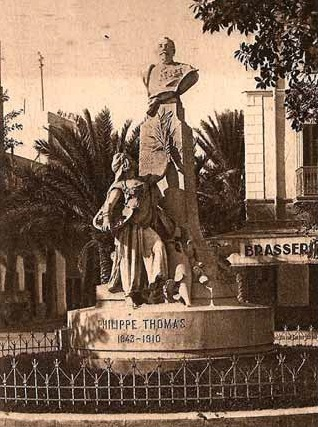
Statue sfaxienne dédiée à Philippe Thomas.

Ce n'est qu'en 1908 que le gouvernement du protectorat français de Tunisie le récompense en lui décernant le grand cordon du Nichan Iftikhar, la plus haute distinction tunisienne de l'époque, et une rente annuelle de 6 000 francs. En remerciement, Thomas écrit : 

« Je serais surtout heureux si ce nouvel honneur qui va m'être conféré pouvait rejaillir sur le Corps des vétérinaires militaires, auquel j'ai eu l'honneur d'appartenir, car je ne saurais oublier que, si cet acte de justice m'est enfin rendu, je le dois beaucoup à la si juste considération dont jouissent en Tunisie les vétérinaires militaires, ces chers et bons camarades, qui ont tout fait pour y honorer mon souvenir. »

— Philippe Thomas
Les hommages tunisiens se poursuivent :
- Le village de Métlaoui-Gare, d'où partent les convois de minerais, est renommé Philippe Thomas[42] ;
- Sfax, le port où arrive le phosphate, lui dédie une rue le 20 février 1899. À la mort du géologue, une souscription permet la réalisation dans un square éponyme d'une statue, inaugurée le 26 avril 1913. L'Académie des sciences et la Société chimique de France y témoignent, dans un discours rédigé par Amand Gautier[43], de « la grandeur de l'œuvre scientifique et économique de Philippe Thomas et l'influence qu'elle exercera encore longtemps sur la postérité publique ».
- Gabriel Alapetite, résident général de France, inaugure le 29 mai 1913 à Tunis un monument dans le square en face de la gare et lui rend l'hommage suivant :

« Ce n'est pas seulement à Metlaoui et à Sfax que la mémoire de Philippe Thomas sera honorée, c'est dans toute la Régence transformée par l'essor économique qui a suivi sa découverte. »
— Gabriel Alapetite
Après l'indépendance du pays, les rues et gares changent de nom. Dans la nuit du 3 au 4 janvier 1957, la statue sfaxienne de Philippe Thomas est renversée de son socle. Celle de Tunis connaît le même sort peu après. Le buste de Sfax a pu être récupéré et se trouve désormais exposé dans le hall de l'école du service de santé des armées de Lyon-Bron.